# Carl Anderson
Carl Anderson, född 27 februari 1945 i Lynchburg, Virginia, död 23 februari 2004 i Los Angeles, Kalifornien, var en amerikansk soul- och musikalartist. Han hade en danshit med låten "Magic" 1985.
Carl Anderson spelade också Judas i filmversionen av Jesus Christ Superstar.